# Мерабова, Мариам Ониковна
Мариа́м О́никовна Мера́бова (арм. Մարիամ Մերաբովա, имя при рождении — Маринэ О́никовна Алахве́рдова, род. 28 января 1972, Ереван, Армянская ССР, СССР) — советская, армянская и российская певица (меццо-сопрано), автор песен, композитор, актриса, телеведущая. Участница шоу «Голос» и «Три аккорда».

## Биография

### Происхождение
Мариам (Маринэ) Ониковна Алахвердова (Мера́бова) родилась 28 января 1972 года в городе Ереване, Армянская ССР в семье тбилисских армян. Отец — Оник Липаритович Алахвердов (1921—1975), юрист, был музыкально одарённым человеком. Семья по отцовской линии родом из Карса, где Алахвердовы были известной врачебной династией. Мать — Ирма Николаевна Сулханова (Сулханянц), журналист.

### Начало карьеры
С пяти лет Мариам начала обучение в ЦМШ им. Чайковского (г. Ереван).
В 1980 году переехала с семьей в Москву, где и продолжила обучение в школе им. Гнесиных по классу фортепиано. Далее продолжила свое образование в училище при Московской Консерватории, которое, однако, не закончила. Год спустя она поступила на эстрадно-джазовое отделение по классу вокала, училища им. Гнесиных, которое окончила в 1996 году (класс педагога Рудневой Анны Игоревны).

### Сольная карьера
С 1993 по 1995 год Мариам работала постоянной бэк-вокалисткой у Николая Носкова. В разные годы писала бэк-вокал на студиях для Ольги Кормухиной, Сосо Павлиашвили и других исполнителей.

### Проект «Мирайф»
В 1998 году совместно с продюсером и будущим мужем, Арменом Мерабовым, Мариам начинает работу в джазовом проекте «Мирайф». В 1999 году в Доме Композиторов, Народный артист России, член Союза Композиторов — Юрий Саульский представил «Мирайф», как новый и перспективный джазовый проект.
В 2000 году прошла презентация первого альбома «Мирайф» — «The bridge», выпущенного на лейбле «Богема Мьюзик».

### We Will Rock You (мюзикл)
В 2004 году получила предложение принять участие в мюзикле We will rock you, где ей была предложена одна из главных ролей — Killer Queen. Мюзикл был написан музыкантами группы Queen Брайаном Мэйем и Роджером Тейлором в память о незабвенном вокалисте группы Фредди Меркьюри (недоступная ссылка).

### Выступление с Ричи Коулом
В клубе «Синяя птица», Мариам и Армен Мерабов сыграли со старейшим представителем стиля би-боп саксофонистом Ричи Коулом и голландской трубачкой Саскией Лару.

### С 2014 по 2016 год
В 2014 году Мариам Мерабова преподавала в Школе профессионального творческого развития Аллы Пугачевой, до 2015 года.
В 2015 году, Мариам принимает участие в съёмках телесериала Сергея Майорова — «Беловодье. Тайна затерянной страны». Премьера телесериала запланирована на канале СТС осенью 2018 года.
13 ноября 2016 года программа «Сто часов счастья» собрала полный Светлановский зал Московского международного Дома музыки.
В том же 2016 году Мариам озвучила бабушку Моаны — Талу, в полнометражном мультфильме Walt Disney Animation Studios — «Моана» (англ. Moana) — и исполнила песни «Дом родной» и «Я — Моана».

### с 2018 года
С сентября 2018 года Мариам Мерабова несколько лет преподавала в Музыкальной школе Леонида Агутина.

## Общественная позиция
В 2022 году поддержала нападение России на Украину озвучив основные мифы и нарративы российской антиукраинской пропаганды в обосновании мотивов вторжения.

## Творчество

### Дискография
- 2000 — «The bridge» («Богема Мьюзик»)

1. Summertime
2. Route 66
3. There Will Never Be Another You
4. I Want To Go Home
5. Once I Loved
6. Blue Seven
7. All of Me
8. Blues for Mama
9. How Do You Keep The Music Play

- 2004 — «Intelligent Music» («Intelligent Enterprise»)

1. Lover Man (George Gershwin)
2. My Funny Valentine (Richard Rogers)
3. Mad About The Boy (George Gershwin)
4. The Daddy Has Come (Armen Merabov)
5. Cry Me Rever (Arthur Hamilton)
6. So Easy (Armen Merabov)
7. Din-di (Antonio Carlos Jobim)

### Роли в мюзиклах
- 2004 — Мюзикл «We will rock you» — написан легендарными музыкантами группы Queen Брайаном Мэйем и Роджером Тейлором в память о незабвенном вокалисте группы Фредди Меркьюри — одна из главных ролей — Killer Queen.

### Актёрские работы
| Год  |   | Название                                     | Роль                           |
| ---- | - | -------------------------------------------- | ------------------------------ |
| 2016 | ф | Голоса большой страны                        | певица Аида Романова           |
| 2018 | с | Мама                                         | Марина Завеновна, главная роль |
| 2019 | с | Беловодье. Тайна затерянной страны (1 серия) | камео                          |

### Дубляж и озвучивание
| Год  |    | Название              | Роль                         |
| ---- | -- | --------------------- | ---------------------------- |
| 2016 | мф | Моана                 | Бабушка Тала                 |
| 2016 | ф  | Голоса большой страны | певица Аида РоманБова        |
| 2020 | мф | Душа                  | Терри                        |
| 2021 | мс | Малышарики            | закадровый голос воспитателя |

### Участие в музыкальных телешоу
- В 2014 году Мариам Мерабова приняла участие в третьем сезоне музыкального телевизионного шоу «Голос» на «Первом канале»[15]. В составе команды Леонида Агутина Мариам дошла до финала проекта, заняв в конечном итоге 4-е место.
- 1 марта 2015 года Мариам Мерабова приняла участие в качестве гостьи в телевизионном шоу перевоплощений «Точь-в-точь» (второй сезон, третий этап) на «Первом канале», исполнив песню «Половина сердца» из репертуара Леонида Агутина, вместе с Оскаром Кучера в образе российского певца Леонида Агутина, Этери Бериашвили и Элиной Чага. А также номер импровизацию с членом жюри Максимом Авериным[16][17].
- Мариам участвовала в 3 сезоне шоу «Три аккорда», в котором её соперниками выступили Ирина Апексимова, Ева Польна, Алена Свиридова, Анастасия Макеева, Дмитрий Певцов, Игорь Саруханов, Дмитрий Дюжев, Александр Шоуа и Ярослав Сумишевский[18].

## Личная жизнь
- Старшая дочь — Мерабова Ирма Арменовна (род. 26 декабря 1995)
- Муж (2005—2019) — Армен Левонович Мерабов (1975—2019) ), музыкант (тромбонист и пианист), композитор, автор музыки к фильмам, продюсер.
  - Дочь Софья (род. 9 апреля 2007)
  - Сын Георгий (род. 7 июля 2013)[19].

### Статьи и интервью
- Мариам Мерабова — онлайн-телегид «Вокруг ТВ»
- Звезда «Голоса» Мариам Мерабова похудела на 53 килограмма
- Мариам Мерабова на «JazzMap»
- Мариам Мерабова на «Jazz Parking» (биография, фото, видео)
- Мариам Мерабова на Первом канале
- Мариам Мерабова — все интервью для журнала «7 ДНЕЙ»
- Мариам Мерабова — все интервью для журнала (интернет портала) — «Woman`s Day»